# Harald Julin
Sigfrid Harald Alexander Julin, född 27 mars 1890 i Stockholm, död 28 juli 1967 i Stockholm, var en svensk simmare och vattenpolospelare, som deltog i fyra olympiska sommarspel 1906–1920.
Harald Julin tog brons på 100 meter frisim vid olympiska sommarspelen i London 1908. Som vattenpolospelare tog han tre olympiska medaljer 1908–1920. Han simmade för SKK.
Han var son till förmannen Erik Julin och hans hustru född Sandberg. Efter avlagd studentexamen i Stockholm 1909 började han arbeta vid Sportpalatset i Stockholm där han blev verkställande direktör 1933. Han var sekreterare i K.A.K 1916–1933 och hedersordförande i SKK samt ledamot av Statens Idrottsnämnd. Han var från 1917 gift med Hermana Johnson.